# 유엔 안전 보장 이사회 개혁

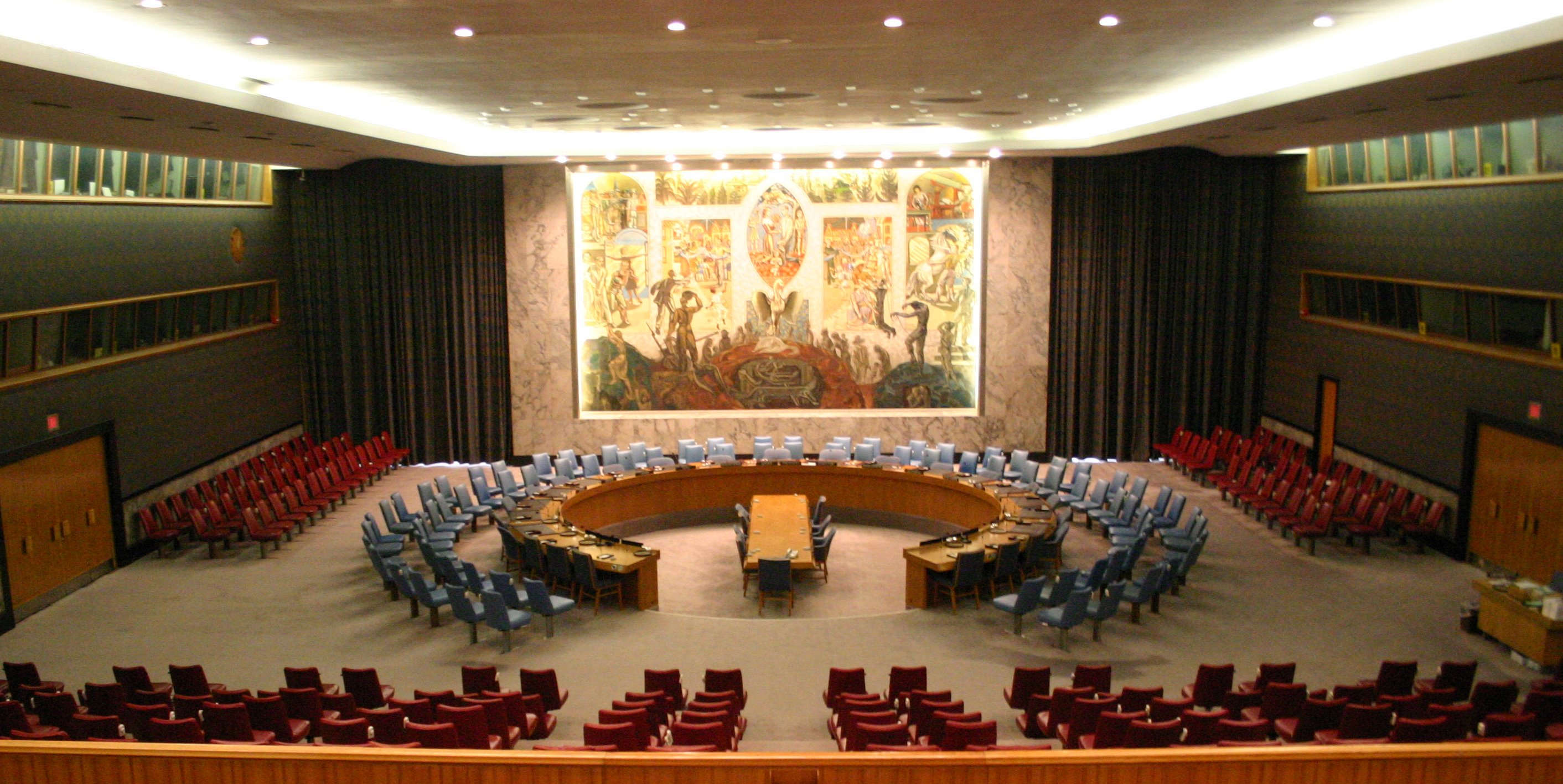
노르웨이의 방 으로도 알려진 뉴욕의 유엔 안전 보장 이사회 회의장

유엔 안전 보장 이사회 (UNSC, 안보리) 개혁은 다섯 가지 핵심 사안을 포함한다. 회원국의 범주, 5개 상임이사국의 거부권 문제, 지역 대표, 확대된 이사회 규모와 운영 방식, 안전 보장 이사회의 규모와 그 업무방식 그리고 총회 관계에 대해 논한다. 회원국, 지역 단체 및 기타 회원국 이익 단체는 이 논쟁적인 문제를 어떻게 진전시킬 것인지에 대해 서로 다른 입장과 제안을 개발했다.
안전 보장 이사회의 모든 개혁은 총회 투표에서 유엔 회원국의 최소 3분의 2의 동의를 필요로 하며 회원국의 3분의 2가 비준해야 한다. 거부권을 가진 안전 보장 이사회의 모든 상임 이사국도 동의해야 한다.

## 역사
안전 보장 이사회의 구성은 1945년에 설립되었다. 그 이후로 지정학적 현실은 크게 바뀌었지만 의회는 거의 변하지 않았다. 제2차 세계 대전의 승전국들은 자국의 이익을 위해 유엔 헌장을 제정했으며, 그들 사이에 상설 의석과 관련 거부권을 부여했다. 안전 보장 이사회의 모든 개혁은 헌장의 개정을 요구할 것이다. 헌장 108조에는 다음과 같이 명시되어 있다.
Amendments to the present Charter shall come into force for all Members of the United Nations when they have been adopted by a vote of two-thirds of the members of the General Assembly and ratified in accordance with their respective constitutional processes by two-thirds of the Members of the United Nations, including all the permanent members of the Security Council.
본 헌장의 개정은 모든 유엔 회원국이 총회 회원국의 3분의 2의 투표로 채택되고 유엔 회원국의 3분의 2가 각각의 헌법 절차에 따라 비준될 때 효력이 발생하며 안전 보장 이사회의 모든 상임 이사국을 포함한다.

유엔 회원국이 확대되고 새로운 회원국들 사이에서 자신감이 높아지면서 탈식민화 과정이 함께 진행됨에 따라 오래된 구조와 절차에 의문이 제기되었다. 안전 보장 이사회의 의석 수와 총 회원국 수 사이의 불균형이 분명해졌고, 안전 보장 이사회의 중요한 개혁은 1965년에 이루어졌다. 비상임이사국 자격이 6개국에서 10개국으로 증가한 것이다. 1992년 부트로스 부트로스 갈리(Boutros Boutros-Ghali)가 사무총장으로 당선되면서 유엔 안보리 개혁 논의가 다시 시작됐다. 그는 임기의 시작과 함께 '평화를 위한 의제'를 발표했다. 그의 동기는 변화된 세계를 인식하기 위해 유엔 기구의 구성과 시대 착오적인 절차를 재구성하는 것이었다.
21세기에 접어들면서 유엔 안전 보장 이사회의 구조와 안전 보장 이사회가 반영해야 할 세계적 현실 사이의 불일치는 훨씬 더 명백해졌다. 따라서 수많은 정치인, 외교관, 학자들은 위원회를 설립 당시가 아닌 현 시대의 현실을 반영하도록 빨리 개혁해야 한다는 요구가 제기되었다. 예를 들어, 인도의 외교학자인 레자울 카림 라스카르(Rejaul Karim Laskar)는 "UN의 지속적인 존재와 관련성을 위해 유엔이 21세기 세계의 권력 방정식의 현실을 가능한 한 가깝게 표현하도록 보장할 필요가 있다."고 주장한다.
1992년까지 일본과 독일은 유엔에 두 번째와 세 번째로 큰 재정 지원국이 되었고 상임 의석을 요구하기 시작했다. 또한 브라질 (영토 기준으로 5번째로 큰 국가)과 인도 (인구 기준으로 2번째로 큰 국가)는 그들의 지역 그룹 내에서 가장 강력한 국가이며 지역 내 주요 참가자들은 영구적인 의석을 차지했다.이 4개국 그룹은 나중에 G4로 알려진 이익 집단을 형성했다.
반면 지역 라이벌들은 G4가 거부권을 가진 상임이사국이 되는 것에 반대했다. 그들은 지역별로 선출될 의원이 있는 비상임 범주의 의석을 확장하는 것을 선호했다. 이탈리아, 파키스탄, 멕시코, 이집트는 " Coffee Club "과 나중에 " 합의를 위한 연합 "으로 알려진 이익 집단을 형성하기 시작했다.
동시에, 아프리카 그룹은 역사적 부당성과 이사회의 의제의 상당 부분이 그 대륙에 집중되어 있는 것을 근거로 두 개의 영구 의석을 요구하기 시작했다. 이 두 자리는 영구적인 아프리카 자리가 될 것이고, 아프리카 그룹이 선택한 아프리카 국가들 사이를 순환하게 될 것이다.
안보리 개혁에 대해 거부권을 갖고 있는 기존 상임이사국들은 마지못해 입장을 밝혔다. 미국은 일본과 인도의 상임이사국 자격과 소수의 추가 비상임 회원국의 자격을 지지했다. 영국과 프랑스는 기본적으로 상임 및 비상임 이사국의 확대와 독일, 브라질, 인도, 일본의 상임 이사국 가입, 더 많은 아프리카 국가의 이사회 가입으로 G4 입장을 본질적으로 지원했다. 중국은 인도에 대한 지원을 표명하면서 개발 도상국의 강력한 대표성을 지지했다. 러시아는 또한 인도의 안보리 상임이사국 진출을 승인했다.

## 총회 태스크포스
안보리 개혁에 관한 총회 태스크포스(TF)는 정부간 개혁 협상에 들어가기 위한 절충안을 권고하는 보고서(안전 보장 이사회 구성원의 공평한 대표 및 증가 문제에 관한)를 전달했다.
보고서는 "타임라인 관점"을 제안하기 위해 기존의 과도기적/중간적 접근 방식을 기반으로 한다. "시간표 관점"은 회원국이 단기 정부 간 협상에 포함될 협상 대상을 식별하는 것부터 시작하도록 제안한다. "시간표 관점"에서 중요한 것은 필수 검토 회의 일정이다. 이 회의는 단기적으로 달성된 모든 개혁에 대한 변경 사항을 논의하고 현재 합의할 수 없는 협상 사항을 재검토하기 위한 포럼이다.

## 회원증강
아시아 지역의 불충분한 대표성은 세계에서 가장 역동적이고 인구가 많은 이 지역이 점차적으로 중요한 글로벌 역할을 맡을 때 더욱 심각한 위협으로 작용할 것이다. 이 문제를 해결할 수 있는 하나의 방법은 적어도 4개의 아시아 자리를 추가하는 것이다. 인도를 대표하는 영구 이사회 자리 1개, 일본과 대한민국이 공동으로 사용하는 자리 1개(2년에 1회 교대로 사용), 아세안 국가들을 대표하는 자리 1개(한 그룹으로 대표), 나머지 아시아 국가들이 교대로 사용하는 자리 1개이다.
— Jeffrey Sachs at Columbia University

### 2005년 아난계획
2005년 3월 21일 당시 유엔 사무총장이었던 코피 아난은 "더 큰 자유"라는 계획에 따라 이사회를 24개 이사국으로 확대하는 데 합의할 것을 유엔에 촉구했습다. 그는 목표 구현을 위해 두 가지 대안을 제시했지만 어떤 대안을 선호하는 지는 구체적으로 밝히지 않았다.
Annan이 언급한 두 가지 옵션을 플랜 A와 플랜 B라고 한다.
- 플랜 A는 6명의 새로운 상임 이사와 3명의 새로운 비상임 이사를 만들어 의회에서 총 24[17] 석을 차지하도록 요구한다.
- 플랜 B는 갱신에 따라 4년 동안 봉사하게 될 새로운 등급의 회원에 8개의 새 의석을 만들고, 1개의 비상임 의석을 추가하여 총 24석을 만들 것을 요구한다.

아난 총장은 "이 중요한 문제는 너무 오랫동안 논의되었다. 나는 회원국들이 합의에 의해 결정을 내리는 데 동의해야 한다고 생각한다. 그러나 어떤 경우에도 정상회담 전에 고위급 패널 보고서에 제시된 옵션 중 하나 또는 다른 옵션을 사용한다."라는 의견을 밝혔다.
아난 총장이 언급한 정상회담은 2005년 9월 밀레니엄+5 정상회담으로, 아난 총장의 보고서와 2000년 밀레니엄 선언의 이행 등 기타 유엔 개혁 관련 현안을 검토한 고위급 전체회의이다.

### 합의를 위한 연합
2005년 7월 26일, 이탈리아, 아르헨티나, 캐나다, 콜롬비아, 파키스탄 등 5개 유엔 회원국은 이탈리아가 이끄는 '합의를 위한 연합(Uniting for Consensus)' 이라는 더 큰 그룹을 대표하여 총회에 또 다른 프로젝트를 제안했다. 5개 상임이사국을 유지하고 비상임이사국의 수를 20개로 늘리는 또 다른 프로젝트였다.
2011년 5월, 120개 유엔 회원국이 로마에서 열린 합의를 위한 연합 회의에 참여했다.

## 영구 회원 제안
20년 동안 논의되어 온 유엔 안전 보장 이사회 개혁은 너무 오래 전에 이루어진 것이다. 세계가 얼마나 많이 변화했는지를 고려할 때 필요한 확장이 이루어져야 한다.
— 반기문 Ban Ki-Moon

G4 국가 : 브라질, 독일, 인도, 일본.

미래 개편된 UNSC로서의 G4 및 P5 회원국

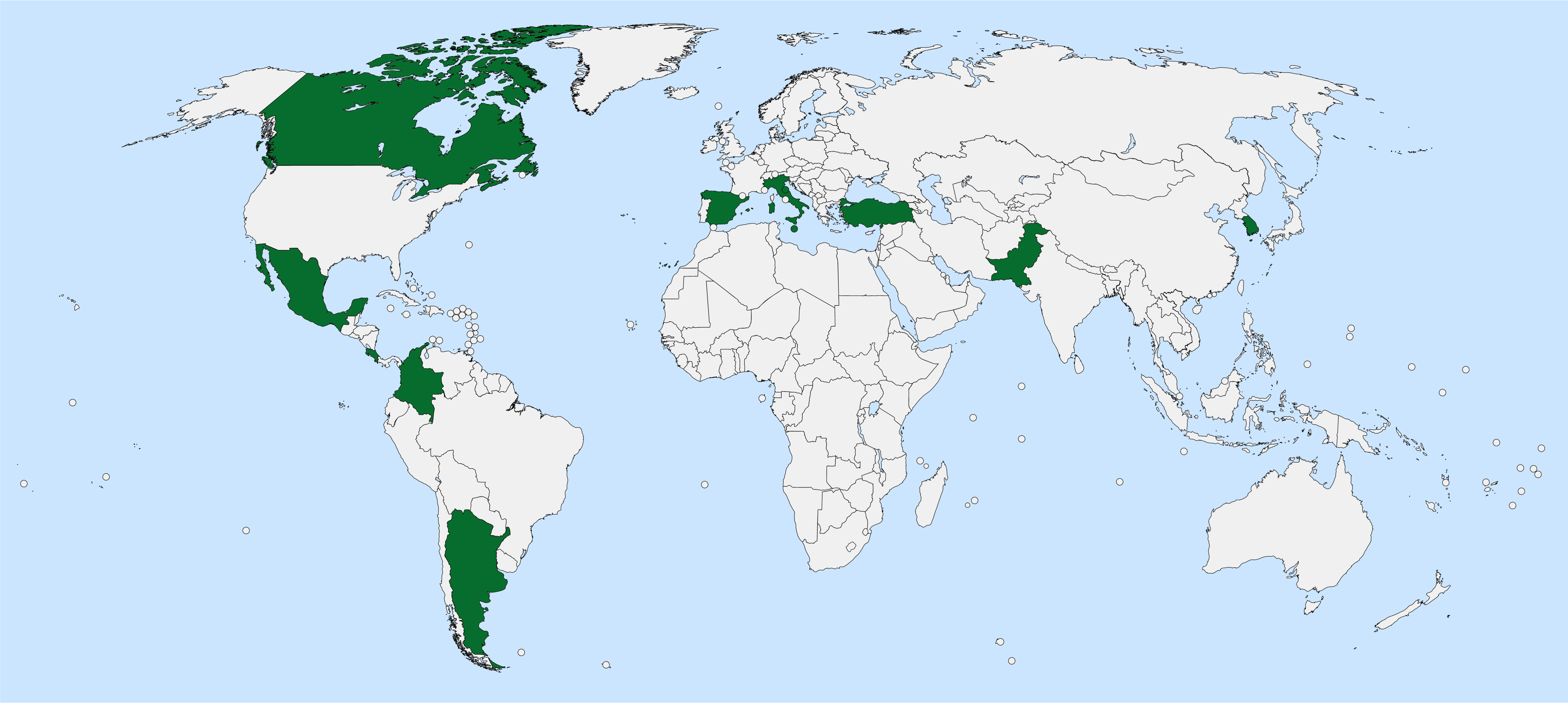
합의를 위한 연합 : 이탈리아, 파키스탄, 스페인, 캐나다, 멕시코, 아르헨티나, 터키, 한국, 몰타.

제안된 변경 사항 중 하나는 더 많은 상임이사국을 인정하는 것이다. 일반적으로 언급되는 후보는 브라질, 독일, 인도 및 일본이다. 그들은 G4 국가들의 그룹으로 구성되어 있으며 서로의 영구 의석 입찰을 상호 지지한다. 영국, 프랑스, 러시아, 미국은 유엔 안전 보장 이사회의 G4 회원 자격을 지지한다. 이러한 종류의 개혁은 전통적으로 G4의 지역 경쟁자이자 경제적 경쟁자인 국가들로 주로 구성된 합의를 위한 연합(Uniting for Consensus) 그룹에 의해 반대되어 왔다. 이 그룹은 파키스탄, 이탈리아와 스페인, 멕시코, 콜롬비아, 아르헨티나, 한국이 이끌고 있으며 터키, 인도네시아 등이 그 뒤를 이룬다. 1992년 이후 이탈리아와 다른 회원국들은 반영구적인 의석 또는 임시 의석 수의 확대를 제안했다.
상임이사국을 위한 주요 후보의 대부분은 각각의 대륙 그룹에 의해 브라질과 일본은 11번의 2년 임기, 인도는 8번의 임기, 독일은 4번의 임기(서독은 2번, 동독은 1번)로 각각의 대륙 그룹에 의해 정기적으로 안보리에 선출되었다. 브라질은 11년의 공백 끝에 2022-2023년 임기에 가장 최근에 성공적으로 당선되었다.
2017년에는 G4 국가들이 상임이사국 지위를 부여받으면 거부권을 일시적으로 포기할 의사가 있다고 보고되었다. SIPRI에 따르면 2013년 현재 안전 보장 이사회의 P5 회원국은 G4 와 함께 세계 10대 국방예산 중 8개를 차지한다. 그들은 또한 명목 GDP와 구매력 평가 기준으로 10대 경제국 중 9개국을 차지한다.

### 브라질

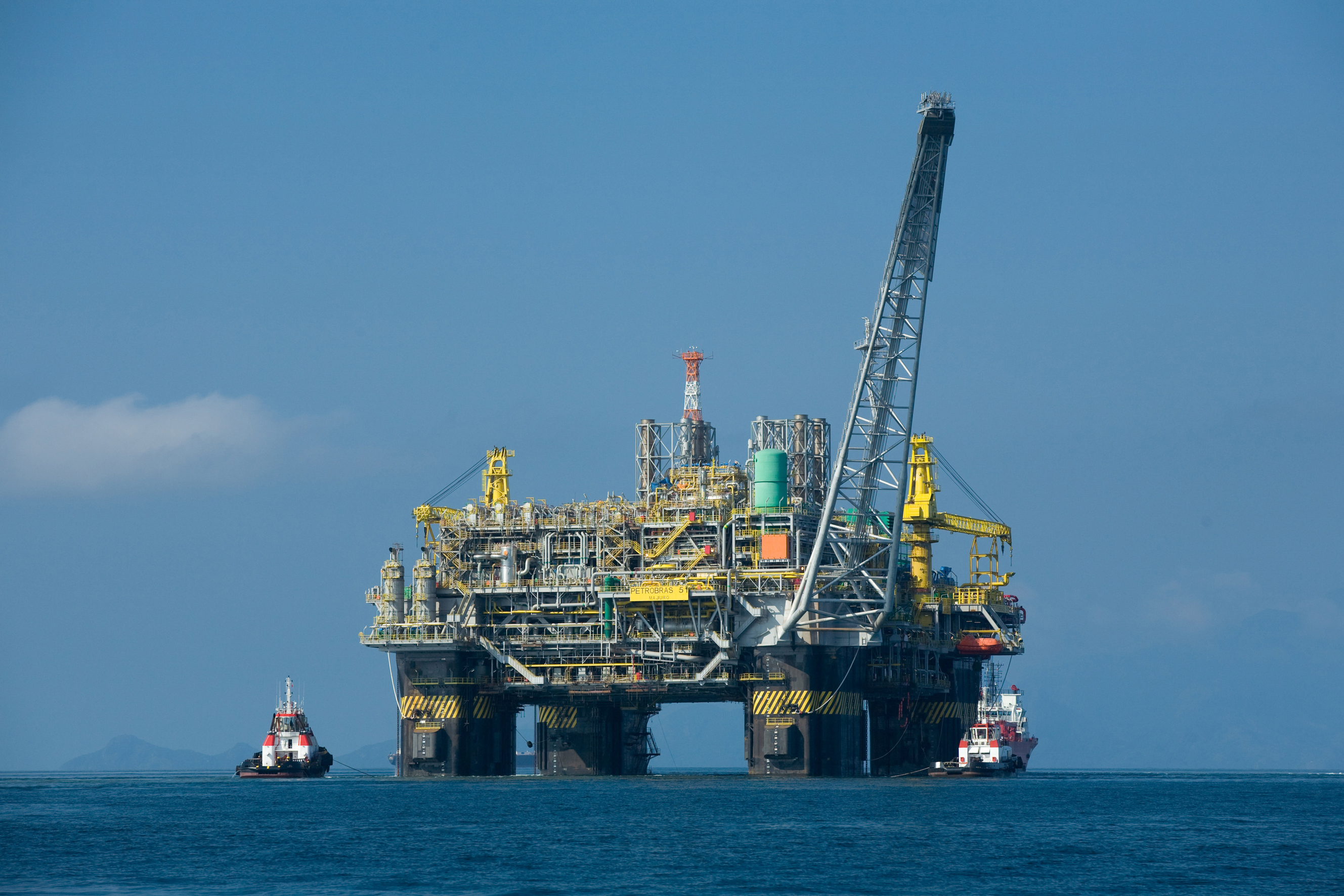
수익 및 시가 총액 기준으로 세계 최대 기업 중 하나인 거대 석유 산업 기업인 Petrobras 가 운영하는 브라질 최초의 토착 석유 플랫폼

브라질은 인구, GDP, 국토 면적 면에서 라틴 아메리카에서 가장 큰 국가이다. 인구 7위, GDP 9위, 국방예산 11위, 국토 면적은 세계  5위이다. 물리적 규모, 인구, GDP 측면에서 세계 10위 안에 드는 5개 국가 중 하나이다. 더욱이 남미는 안전 보장 이사회 상임대표가 없는 세 대륙(다른 두 대륙은 아프리카와 오세아니아) 중 하나다.
브라질은 안보리 이사국에 11번 선출 되었다. 중동, 전 벨기에령 콩고, 키프로스, 모잠비크, 앙골라, 그리고 최근에는 동티모르 와 아이티 에서 UN 평화 유지 노력에 군대를 지원했다. 브라질은 유엔 정규 예산의 주요 기여국 중 하나다.
1945년 유엔 창설에 앞서 프랭클린 D. 루즈벨트는 브라질이 안보리 이사국이 되도록 로비했지만 영국과 소련은 거부했다. 미국은 거부권 없이도 브라질에 자국의 회원국을 지원할 용의가 있다는 강력한 신호를 보냈다. 2011년 6월 외교관계이사회는 미국 정부가 브라질을 안전 보장 이사회 상임이사국으로 포함시키는 것을 전적으로 지지할 것을 권고했다.
브라질은 프랑스, 러시아, 영국, 중국 등 현재 상임이사국 4개국의 지원을 받았다. 브라질의 영구 회원 승격은 CPLP( Community of Portugal Language Countries ),  및 브라질과 다른 G4 국가들은 서로의 유치를 지지한다. UNSC의 브라질 영구 회원국을 지지하는 다른 국가로는 호주, 칠레, 핀란드, 과테말라, 인도네시아, 필리핀, 슬로베니아, 남아프리카공화국,  그리고 베트남이 있다.

### 독일
독일은 일본에 이어 유엔 정기예산에서 세 번째로 큰 기여를 하고 있으며 따라서 안보리 상임이사국 진출을 주장하고 있다. 독일은 통일된 상태 에서 4번, 분단되었을 때 3번( 서쪽 이 2번, 동쪽 이 1번) 비상임 이사국으로 안전 보장 이사회에 선출되었다.

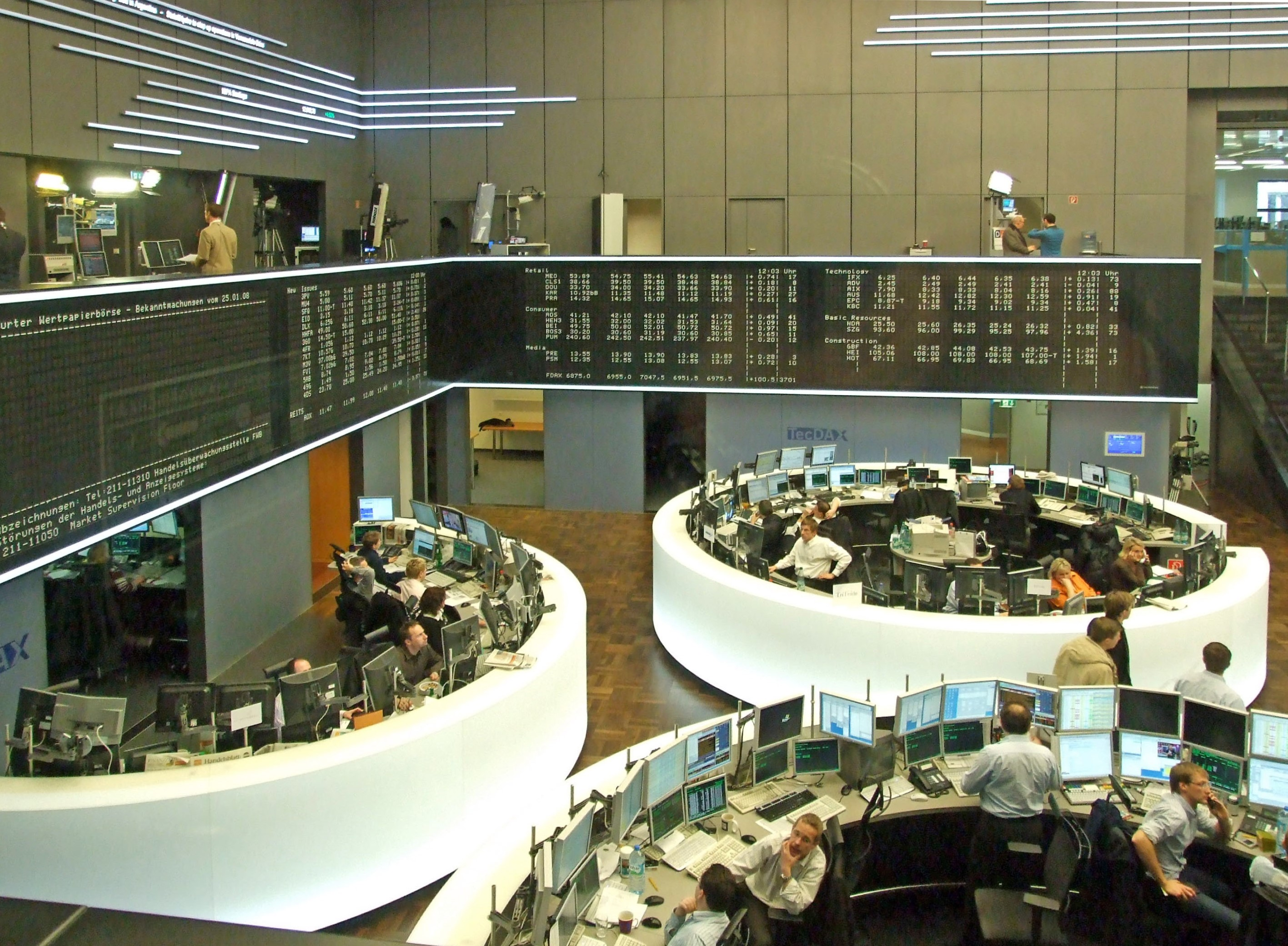
Deutsche Börse 가 운영하는 프랑크푸르트 증권 거래소는 세계에서 가장 큰 거래소 중 하나

프랑스 대통령 Jacques Chirac은 2000년 베를린 연설에서 "독일의 참여, 강대국으로서의 지위, 국제적 영향력-프랑스는 그들이 안보리 상임이사국으로 인정받기를 원한다."고 명시적으로 밝혔다. 게르하르트 슈뢰더 전 독일 총리 도 다른 나라들 중에서 러시아를 독일의 유치를 지지하는 국가로 지목했다. 필리핀의 피델 V. 라모스 전 대통령도 일본과 함께 독일의 유치에 대한 필리핀의 지지를 표명했다. 반대로 이탈리아와 네덜란드는 독일이 프랑스와 영국에 이어 세 번째 유럽 회원국이 되는 대신 이사회에서 유럽 연합 공동 의석을 제안한다. 전 독일 외무장관 Joschka Fischer는 독일도 유럽 공동 의석을 받아들일 것이라고 말했지만, 프랑스가 자신의 의석을 포기할 조짐이 거의 없는 한 독일도 의석을 가져야 한다고 말했다.
2004년 독일의 독일의 상임이사국 진출 운동이 강화되었다. 슈뢰더는 2004년 8월에 "독일은 의석을 차지할 권리가 있다"고 완벽하게 밝혔다. 그 유치는 일본, 인도, 브라질, 프랑스, 영국, 러시아 등에서 지지를 받았다. 처음에 이 문제에 대해 침묵했던 앙겔라 메르켈 총리는 2007년 9월 유엔 총회 연설에서 독일의 유치 시도를 다시 언급했다. 2011년 7월 메르켈 총리의 케냐, 앙골라, 나이지리아 순방은 부분적으로는 독일의 안보리 상임이사국 진출을 위해 아프리카 국가들의 지지를 구하려는 목적에서 비롯된 것으로 여겨졌다.
2021년 6월 30일,  영국 외무장관 도미닉 라브와 독일 외무장관 하이코 마스는 독일이 유엔 안전 보장 이사회에 영구적으로 가입할 것을 공동 성명을 통해 촉구했다. 이 날 오전 퇴임하는 독일 유엔 대사 크리스토프 호이스겐은 세계 권력 균형을 반영하기 위해 발생할 필요가 있다고 말했다.

### 인도

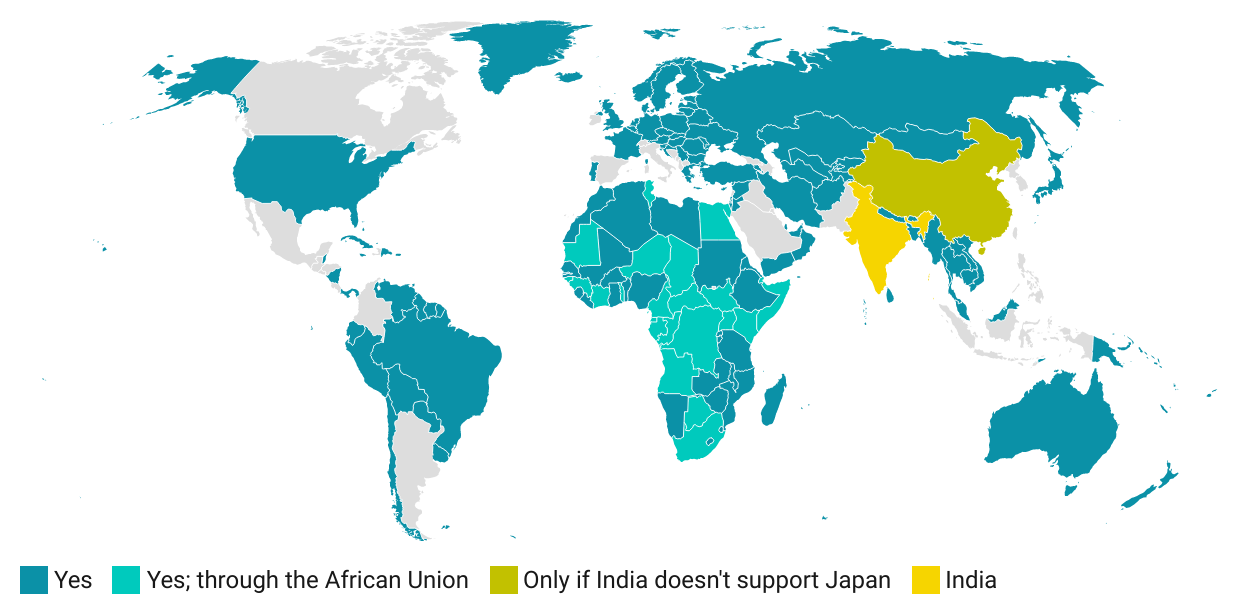
UNSC 영구 의석을 위해 인도를 명시적이고 공개적으로 지원하는 국가

1947년에 독립하기 2년 전인 1945년( 영국 라지 시대 )에 유엔에 가입한 인도는 두 번째로 큰 규모이며 유엔 평화 유지 임무에 군대를 지속적으로 가장 많이 파견하는 국가 중 하나이다. 포린 폴리시 (Foreign Policy) 잡지는 "인도의 국제적 정체성은 지난 50년 동안 100,000명 이상의 인도군이 유엔 임무에서 복무한 유엔 평화 유지 활동에 의해 오랫동안 형성되었다. 오늘날 인도에는 8,500명이 넘는 평화유지군이 현장에 배치되어 있으며, 이는 UN의 5대 강대국을 합친 것보다 두 배 이상 많은 수다." 2010년 11월, 당시 미국 대통령 버락 오바마는 인도가 "유엔 평화 유지 임무에 주요한 기여를 한 오랜 역사"를 언급하면서 인도의 영구 의석 입찰을 공개적으로 지지했다. 인도는 192표 중 184표를 얻어 가장 최근인 2021년부터 2022년까지 유엔 안전 보장 이사회 이사로 8번 선출 되었다.
이 나라는 현재 세계에서 두 번째로 인구가 많고 세계에서 가장 큰 자유 민주주의 국가다. 또한 명목 GDP 기준 세계 5위, 구매력 평가 기준 3위 경제 대국이기도 하다. 현재 인도는 중국 다음으로 세계에서 두 번째로 큰 현역 군대를 보유하고 있으며 핵보유국이다. International Herald Tribune은 다음과 같이 말했다. "인도가 회원으로 있으면 위원회는 보다 합법적이고 효과적인 기구가 될 것이다."
UNSC 상임이사국에 대한 인도의 입찰은 현재 프랑스, 러시아, 영국, 미국 등 5개 상임이사국 중 4개국의 지지를 받고 있다. 2011년 4월 15일 중국은 인도의 안보리 야망을 명시적으로 지지하지 않고 유엔에서 인도의 역할 증대에 대한 지지를 공식적으로 표명했다. 몇 달 후, 중국은 일본이 중국과 긴장된 관계를 가지고 있다는 점을 감안할 때 인도가 일본 후보에 대한 지원을 철회한다는 조건으로 인도 후보를 UN 안보리 상임 이사국으로 승인했다.
4 국가의 일부인 인도는 브라질, 독일, 일본의 상임이사국 지지를 받고 있다. 안보리 상임이사국에 대해 인도를 명시적이고 공개적으로 지원하는 다른 국가는 아프가니스탄, 알제리, 아르메니아, 호주, 오스트리아, 바레인, 방글라데시, 벨로루시이다. 또한 벨기에, 벨리즈, 베냉, 바베이도스, 부탄, 볼리비아, 브루나이, 불가리아, 부룬디, 캄보디아, 칠레, 코모로, 크로아티아, 쿠바, 키프로스, 체코, 덴마크, 도미니카 공화국, 에콰도르, 에리트레아, 에스토니아, 에티오피아,, 가나, 그리스, 가이아나, 헝가리, 아이슬란드, 이란, 이스라엘, 자메이카, 요르단, 라오스, 라트비아, 레소토, 라이베리아, 리비아, 리투아니아, 룩셈부르크, 카자흐스탄, 키리바시, 키르기스스탄, 마다가스카르, 말라위, 말레이시아, 몰디브, 말리, 몰타, 마셜 제도, 모리셔스, 미크로네시아, 몰도바, 몽골, 모로코, 모잠비크, 미얀마,  나미비아, 나우루, 네팔, 네덜란드, 뉴질랜드, 니카라과, 나이지리아,  노르웨이, 오만, 팔라우, 팔레스타인, 파나마, 파푸아뉴기니, 파라과이, 페루, 폴란드, 포르투갈, 카타르, 르완다, 루마니아, 사모아, 상투메프린시페, 세르비아, 세네갈, 세이셸, 싱가포르, 시에라리온, 스리랑카, 슬로바키아, 슬로베니아, 솔로몬 제도, 수단, 수리남, 스와질란드, 스웨덴, 시리아, 타지키스탄, 탄자니아, 태국, 바하마, 감비아, 동티모르, 통가, 트리니다드토바고, 터키, 투르크메니스탄, 투발루, 우크라이나, 아랍에미리트, 우루과이, 우즈베키스탄, 바누아투, 베네수엘라, 베트남, 예멘, 잠비아 짐바브웨가 있다. 전체적으로 아프리카 연합은 인도의 UN 안보리 상임이사국 입후보도 지지한다.

### 일본
1956년 유엔에 가입한 일본은 유엔 정기예산에서 세 번째로 큰 기여를 하고 있다. 그 지불액은 2010년 이전 거의 20년 동안 영국, 프랑스, 중국, 러시아를 합친 금액을 능가했다. 일본은 가장 큰 공적 개발 원조 공여국 중 하나이다. 따라서 일본은 인도와 함께 두 개의 새로운 상임이사국의 가장 유력한 후보로 간주된다. 중국은 인도가 중국과 긴장된 관계를 맺고 있는 일본과 입찰을 연관시키지 않는다면 인도의 유엔 안보리 상임이사국 진출을 지원할 준비가 되어 있다고 밝혔다. 이는 일본과 인도가 모두 G4 회원국이고 서로의 후보를 지지하기 때문에 인도의 입장에 반하는 것일 수 있다. 일본은 안전 보장 이사회 비상임이사국으로 11년 임기로 선출되었다.

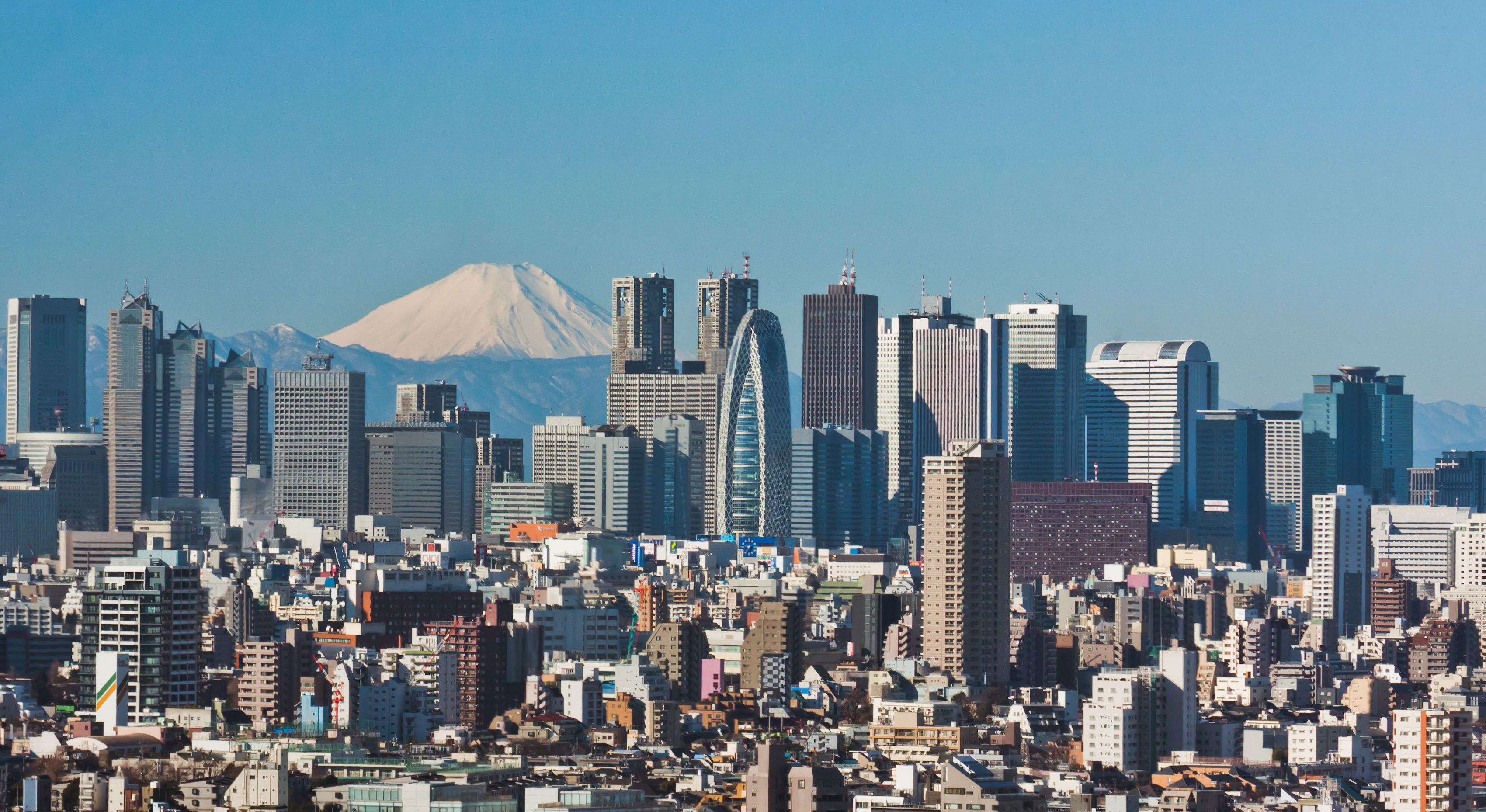
도쿄는 세계에서 가장 큰 도시 이자 일본 생산량 의 약 5분의 1을 차지하는 가장 생산적인 도시이기도 한다.

콘돌리자 라이스 미국 국무장관은 도쿄 소피아 대학 에서 연설하면서 "일본은 자신의 노력과 성격으로 세계 국가들 사이에서 명예로운 위치를 얻었다. 그렇기 때문에 미국은 일본의 유엔 안전 보장 이사회 상임이사국을 확실하게 지지한다." 그녀의 전임자인 콜린 파월은 일본 헌법 9조가 자위를 위한 경우를 제외하고는 전쟁을 할 수 없도록 규정하고 있기 때문에 일본 상임이사국에 반대했다. 2022년 5월 조 바이든 미국 전 대통령은 기시다 후미오 총리 와의 회담에서 “미국은 일본이 개편된 안보리 상임이사국이 되는 것을 지지할 것”이라고 밝혔다.
몽골, 태국, 캄보디아, 인도네시아, 말레이시아, 싱가포르, 방글라데시, 필리핀, 및 베트남을 포함한 일부 다른 아시아 국가들은 일본의 신청에 대한 지지를 표명했다.  모두 일본으로부터의 주요 대출 및 외국인 투자 수혜자이다.  프랑스, 영국과 함께 안전 보장 이사회 의석을 놓고 입찰을 벌이고 있는 다른 G4 국가들인 독일, 브라질, 인도도 프랑스, 영국과 함께 일본의 입찰을 지지한다. 호주, 쿡 제도, 미크로네시아 연방, 피지, 키리바시, 마셜 제도, 나우루, 뉴질랜드, 니우에, 팔라우, 파푸아뉴기니, 사모아, 솔로몬 제도, 통가, 투발루, 바누아투 는 일본이 이 지역에 재정 지원을 늘리기로 합의한 이후로 일본을 지지한다. 그러나 일본이 호전적인 과거를 받아들이기를 꺼려하기 때문에 한국 과 중국 과 같은 동아시아 이웃 국가들로부터 많은 반대가 존재한다.

## 거부권 개혁
현재 우리가 가지고 있는 안전 보장 이사회는 오늘날의 세계와 일치하지 않는다. 나는 회원국들이 이에 대해 진지한 대화를 나누도록 독려했다. 이 대화를 유엔 총회에서 계속하고 싶지만 상임이사국이 동의하지 않는다.
UNSC의 "거부권"은 UN 내 주요 문제로 자주 언급된다. 유엔 헌장 제5장에 의해 수립된 거부권을 행사함으로써 UNSC의 5개 상임 이사국은 UNSC 결의안 초안이 (비절차적) 채택되는 것을 막을 수 있다. 단순한 거부권 위협만으로도 결의문이 변경되거나 완전히 보류될 수 있다(소위 포켓 거부권). 그 결과, 거부권은 종종 이사회가 시급한 국제 문제를 다루기 위해 행동하는 것을 방해하고 " P5 "가 UN 기관 전체에서 큰 영향력을 갖게 한다.
예를 들어, 안보리는 바르샤바 조약군 의 체코슬로바키아 침공, 베트남 전쟁, 소련-아프간 전쟁을 포함한 대부분의 주요 냉전 분쟁에 대한 결의안을 통과시키지 못했다. 이스라엘 과 팔레스타인 간의 갈등이나 이란의 핵무기 개발 의심과 같은 보다 현대적인 문제를 다루는 결의안도 실제 사용이든 사용 위협이든 거부권의 영향을 많이 받는다.  또한 거부권은 유엔 사무총장의 선출과 유엔 헌장의 수정에 적용되어 P5가 이러한 프로세스에 큰 영향을 미치게 한다. 중국은 마수드 아자르를 세계 테러리스트 명단에 올리려는 인도의 결의안에 대해 여러 차례 거부권을 행사했다. Azhar는 UN이 테러 단체로 지정한 Jaish-e-Mohammed 의 수장이다.
국제 안보 위협에 대한 UN의 효율성과 대응력을 개선하는 논의에는 종종 UNSC 거부권 개혁이 포함된다. 제안에는 다음이 포함된다. 거부권 사용을 중요한 국가 안보 문제로 제한한다. 거부권을 행사하기 전에 여러 주의 동의를 요구한다. 거부권을 완전히 폐지힌다. 헌장 106조에 규정된 전환에 착수하여 합의 원칙을 유지해야 한다. 거부권의 개혁은 매우 어려울 것이다. 유엔 헌장 108조와 109조는 P5에게 헌장 수정에 대한 거부권을 부여하여 그들이 보유하고 있는 UNSC 거부권 수정을 승인하도록 요구한다.
2013년 프랑스는 대량학살을 막기 위한 조치를 취하지 않기 위해 안전 보장 이사회 5개 상임이사국의 자율규제를 제안했다.

## 안보리 개혁에 대한 전반적인 입장

### 브라질
제63차 유엔 총회 일반 토론회에서 당시 브라질 대통령 루이즈 이나시우 룰라 다 시우바(Luiz Inácio Lula da Silva)가 아래와 같이 언급했다.
유엔은 안보리 개혁을 논의하는데 15년을 보냈다. 오늘날의 구조는 60년 동안 동결되어 왔으며 오늘날의 세계의 도전과 관련이 없다. 그것의 왜곡된 형태의 표현은 우리와 우리가 열망하는 다자간 세계 사이에 서 있다. 따라서 나는 유엔 총회가 가까운 시일 내에 안보리 개혁에 대한 협상을 시작하기로 결정한 것에 매우 고무되어 있다.
— Luiz Inácio Lula da Silva, 23 September 2008

인도 국빈 방문에서 Jair Bolsonaro 브라질 대통령은 아래와 같이 언급했다.
브라질과 인도는 세계에서 가장 큰 10개의 경제국 중에서 15억 명의 인구를 가진 두 개의 위대한 국가이다. 우리는 브라질과 인도가 이 그룹에 가입하면 세계에 긍정적일 것이라고 믿고 있으며, 우리는 계속해서 여러분의 정부에 우선순위로 남을 안전 보장 이사회 상임이사국 자리를 요구할 것이다.— Jair Bolsonaro, 25 January 2020

### 인도
UN 주재 인도 대표부의 공식 웹사이트에는 다음과 같이 언급되어 있다.
 안보리의 활동은 지난 몇 년간 크게 확대되었다. 안보리 조치의 성공 여부는 국제사회의 정치적 지지에 달려 있다. 따라서 안보리의 구조조정을 위한 모든 패키지는 광범위해야 한다. 특히 안보리에서 개발도상국의 적절한 존재감이 필요하다. 세계 국가들은 세계 평화와 번영에 대한 그들의 지분이 유엔의 의사 결정에 영향을 미친다는 것을 느껴야 한다. 상임 회원국 범주의 확장은 사전에 결정된 선택이 아니라 합의된 기준에 근거해야 한다. 투명한 협의를 바탕으로 한 포괄적인 접근이 있어야 한다. 인도는 상임 및 비상임 회원국 범주의 확대를 지지한다. 후자는 대다수 회원국이 안보리에서 활동할 수 있는 유일한 방법이다. 개혁과 확장은 공통 패키지의 필수적인 부분이어야 한다.— Permanent Mission of India to the United Nations, India's Permanent Mission to UN

제59차 유엔 총회 일반 토론회에서 만모한 싱 인도 제13대 총리의 공식 성명에 따르면 아래와 같이 언급되어 있다.
유엔이 종종 중대한 세계 경제 및 정치 문제에 효과적인 영향력을 행사할 수 없다는 것은 상식이다. 이것은 민주적으로 진화된 세계적 합의에 기초한 다자주의인 효과적인 다자주의를 막는 "민주주의 적자"라고 불릴 수 있기 때문이다. 따라서 유엔 시스템의 개혁과 구조조정은 국제 구조를 쇄신하기 위한 일련의 노력의 확장에 결정적인 연결고리를 제공할 수 있으며, 이는 그들에게 더 많은 수준의 참여적 의사결정을 부여하여 현대 현실을 보다 대표하게 할 수 있다. 상임이사국과 비상임이사국의 범주에서 안보리를 확대하고, 인도와 같은 국가를 상임이사국으로 포함시키는 것은 유엔을 진정한 대표 기구로 만드는 과정의 첫걸음이 될 것이다.— Manmohan Singh, 23 September 2004

제69차 유엔 총회 일반 토론회에서 나렌드라 모디(Narendra Modi) 인도 제14대 총리의 공식 성명에 따르면 아래와 같이 언급되어 있다.
우리는 안보리를 포함한 유엔을 개혁하고 더 민주적이고 참여적으로 만들어야 한다. 20세기의 의무를 반영하는 제도는 21세기에 효과가 없을 것이다. 그것은 무관한 위험에 직면할 것이다. 그리고 우리는 그것을 해결할 수 있는 사람이 아무도 없는 상태에서 계속되는 난기류의 위험에 직면할 것이다.
내년에 우리는 70세가 되는데, 우리는 우리가 80세가 될 때까지 기다려야 하는지 100세가 될 때까지 기다려야 하는지 자문해 보아야 한다. 2015년까지 유엔 안전 보장 이사회를 개혁하겠다는 우리의 약속을 이행하도록 하겠다. 2015년 이후 개발 안건에 대한 우리의 약속을 이행하여 전 세계에 새로운 희망과 믿음이 있다. 2015년을 지속 가능한 세계를 위한 새로운 분수령으로 만들고 함께하는 새로운 여정의 시작이 되게 해야 힌다. — Narendra Modi, 27 September 2014

UN 주재 인도 대표부가 UN 총회 의장에게 보낸 공식 서한에 따르면 아래와 같이 언급되어 있다. UNSC 개혁에 대한 구체적인 조치를 요구하는 G4 국가가 보낸 공통 서한도 포함되어 있다. 이 과정은 10년 이상 지연되었다.
인도는 유엔 총회 의장에게 보낸 서한에서 공동 아프리카 입장에 따라 유엔 안보리 개혁을 위한 가시적인 행동을 요구하며, 개혁을 원하지 않는 사람들에 의해 10년이 넘도록 그 과정이 인질로 잡혀 있지 않도록 요구하고 있다.— Permanent Mission of India to the United Nations, India's Permanent Mission to UN,1 September 2020

나렌드라 모디 인도 총리가 제75차 유엔 총회 일반 토론회에서 공식 성명을 발표했다.
오늘날 인도 사람들은 이 개혁 과정이 논리적인 결론에 도달할 수 있을지 우려하고 있다. 인도는 언제까지 유엔의 의사 결정 구조에 관여하지 않을 것인가? 대응, 과정, 그리고 유엔의 개혁이 시급히다. 13억 인도 국민들 사이에서 유엔이 누리는 믿음과 존경은 비길 데 없는 사실이다.— Narendra Modi, 26 September 2020

Harsh Vardhan Shringla 인도 외무장관이 UNSC 고위급 회의에서 "국제 평화와 안보 유지: 다자주의와 유엔 중심의 국제 체제 유지"에 관한 공식 성명을 발표했다.
개혁된 다자주의에 대한 인도의 요구의 핵심에는 오늘날 현실을 반영하는 유엔 안전 보장 이사회의 개혁이 있다. 권력 구조가 지나간 시대의 현상을 계속 반영할 때, 그들은 또한 현대의 지정학적 현실에 대한 인식 부족을 반영하기 시작한다. 다자간 기관은 회원국에 대해 더 책임감을 가져야 하며, 다양한 관점에 대해 개방적이고 환영하며 새로운 목소리를 인식해야 힌다. 이사회가 전 세계에 리더십을 제공할 수 있는 능력에 대한 신뢰와 신뢰를 지속적으로 얻으려면 개발도상국을 더 대표해야 한다. 권력자의 현주소를 열심히 지키는 것이 아니라 침묵하는 사람들에게 목소리를 낼 때만 효과적인 해결책을 제시할 수 있다.
오늘날 유엔은 193개의 회원국을 가지고 있는데 이는 1945년에 비해 거의 4배 증가한 수치이다. 유엔의 주요 의사 결정 기관에서 소수의 좁은 대표성과 특권은 유엔의 신뢰성과 효율성에 심각한 도전을 제기한다. 아프리카 문제가 의제를 지배하고 있음에도 불구하고 상임이사국에 아프리카가 대표되지 않는 모순을 어떻게 설명할 수 있을까?

인도 총리는 지난해 유엔 창립 75주년을 맞아 유엔 개혁을 분명히 촉구했다. "인도는 언제까지 유엔의 의사결정 구조에서 벗어날 것인가? 대응, 과정, 그리고 유엔의 성격상의 개혁이 시급히다. 인도의 13억 인구 중 유엔이 누리는 믿음과 존경은 비교할 수 없는 사실이다."— Harsh Vardhan Shringla, 7 May 2021

### 일본
모테기 도시미쓰 일본 외무상은 유엔 75주년 기념 고위급 회의에서 공식 성명을 통해 다음과 같이 말했다.
더 강력한 유엔을 위해 안보리 개혁은 더 이상 기다릴 수 없다. 유감스럽게도 오늘날 75년 전에 설계된 시스템이 헌장의 목적을 완전히 이행하지 못하고 있다. 나는 주요 책임을 맡을 능력과 의지가 있는 회원국들이 확대된 안전 보장 이사회의 자리를 차지해야 한다고 확신한다. 그래야만 의회가 효과적이고 대표적인 기관으로 부활할 것이다. 일본은 안보리 상임이사국으로서 이러한 책임을 다하고 세계의 평화와 안정을 보장하는 데 기여할 만반의 준비를 갖추고 있다. 이번 고위급 회의 선언에서, 우리는 의회 개혁 논의에 새로운 생명을 불어넣는 데 전념한다. 그 약속을 이행하고 한 걸음 더 나아가기 위해, 저는 모든 회원국들이 텍스트 기반 협상을 시작할 것을 촉구한다.— Toshimitsu Motegi, 21 September 2020

### 리투아니아
전 리투아니아 외무부 장관인 Antanas Valionis 가 유엔 제58차 일반 토론회에서 공식 성명을 발표한 바 있다.
 안보리는 국제 평화와 안보를 유지하는 데 주도권을 잡아야 한다. 따라서 리투아니아는 독일과 일본뿐만 아니라 다른 지역의 특정 선도 국가를 포함하여 영구적이든 비영구적이든 두 범주 모두에서 더 낫고 공정한 대표성을 위한 실질적인 개혁을 지원한다.— Antanas Valionis, July 2003

### 말레이시아
말레이시아 총리 마하티르 모하마드(Mahathir Mohamad)가 제73차 유엔 총회 일반 토론회에서 공식 성명을 발표한 내용은 아래와 같다.
70년 전의 승리를 바탕으로 한 5개국은 세계를 영원히 몸값을 지불할 권리가 있다고 주장할 수 없다. 그들은 이 조직에서 민주주의를 부정할 때 세계 국가들의 민주주의와 정권 교체를 설파하면서 도덕적 고지를 차지할 수 없다.
나는 거부권이 상임이사국 한 명이 아니라 안보리 비상임이사국 세 명이 지지하는 최소한 두 개의 권한으로 이루어져야 한다고 제안했다. 그런 다음 총회는 단순 과반수로 결정을 지지해야 한다.— Mahathir Mohamad, 28 September 2018

### 포르투갈
포르투갈 호세 소크라테스 전 총리는 다음과 같이 말했다.
15개 회원국으로 구성된 안보리는 보다 대표적이고 투명하며 효율적으로 확대되어야 한다. 우리가 보기에 오늘날 대체할 수 없는 경제적, 정치적 역할을 하는 브라질이나 인도와 같은 나라들이 여전히 안보리 상임이사국이 아니라는 것은 비논리적이다. 아프리카는 또한 우리가 그 광대한 대륙에서 목격한 놀라운 정치적, 경제적 진보를 충분히 고려할 가치가 있다.— José Sócrates, September 2010

### 러시아
유엔 총회 제64차 회의의 일반 토론에서 당시 러시아 대통령 드미트리 메드베데프는 다음과 같이 말했다.
유엔은 새로운 세계 현실에 합리적으로 적응해야 한다. 또한 영향력을 강화하고 다국적 성격과 유엔 헌장 조항의 무결성을 보존해야 한다. 유엔 안전 보장 이사회의 개혁은 유엔 안전 보장 이사회 활성화의 필수적인 요소이다. 확장과 업무 효율성 증대에 대한 절충안을 찾는 데 속도를 내야 할 때가 왔다.— Dmitry Medvedev, 23 September 2009

뉴델리에서 열린 라이시나 대화에서 세르게이 라브로프 외무장관은 아래와 같이 말했다.
나는 안전 보장 이사회의 주요 단점은 개발도상국의 대표성이 부족하다는 것이라고 생각한다. 우리는 인도와 브라질이 아프리카 후보와 함께 이사회에 참여할 자격이 절대적으로 있다는 우리의 입장을 거듭 강조하며, 개혁의 목적은 개발도상국들이 유엔의 중앙 기관에서 더 나은 대우를 받을 수 있도록 하는 것이다.— Sergey Lavrov, 15 January 2020

RIC 가상 회의 정상회담 후 외무부 장관 Sergey Lavrov는 아래와 같이 말했다.
오늘 우리는 유엔의 개혁 가능성에 대해 이야기했고, 인도는 유엔 안전 보장 이사회 상임이사국이 될 강력한 후보이며, 우리는 인도의 출마를 지지한다. 우리는 그것이 안보리의 정식 회원국이 될 수 있다고 믿는다."— Sergey Lavrov, 23 June 2020

### 남아프리카
케이프 타운의 남아프리카 의회에서 연설한 남아프리카 공화국 국제 관계 장관 Maite Nkoana-Mashabane의 공식 성명에 따르면 다음과 같다.
유엔 안전 보장 이사회는 불평등한 권력관계를 바로잡기 위한 개혁을 시급히 요구하고 있다. 우리는 안보리 개혁이 시급하며 안보리 내의 불평등한 권력관계를 바로잡는 데 큰 도움이 될 것임을 거듭 강조한다.— Maite Nkoana-Mashabane, 1 June 2011

### 튀르키예즈
튀르키예즈의 대통령 레제프 타이이프 에르도안은 유엔 총회(UNGA) 창립 75주년을 축하하기 위해 녹음된 메시지에 공식 성명문을 담았다.
유엔 체제를 다시 활성화하기 위해서는 안보리 개혁이 필요하다. 70억 명의 운명을 5개국의 정의에 맡기는 것은 지속 가능하지도 공정하지도 않았다. 민주적이고 투명하며 책임감 있고 효과적이며 공정한 대표성을 바탕으로 한 의회 구조는 선택의 여지 없이 인류에게 필수적인 요소가 되었다.— Recep Tayyip Erdoğan, 21 September 2020

### 영국과 프랑스
영국과 프랑스는 유엔 안보리 개혁에 대해 비슷한 견해를 갖고 있다. 10 Downing Street의 공식 성명에 따르면 아래와 같다.
안보리의 확대와 업무 방식 개선 모두 성공해야 한다. 우리는 독일, 브라질, 인도, 일본의 상임이사국 진출과 아프리카의 상임이사국 진출을 위한 양국의 지지를 재확인하는 바이다.
우리는 이 목표를 향한 협상이 교착 상태에 빠져 있어 중간 해결책을 고려할 준비가 되어 있는 것을 유감스럽게 생각한다. 여기에는 현재 선출된 구성원보다 더 긴 기간을 가진 새로운 범주의 의석이 포함될 수 있으며, 이러한 기간은 갱신 가능하다. 초기 단계가 끝나면 이러한 새로운 유형의 의석을 영구적인 의석으로 전환하기로 결정할 수 있다.
우리는 그러한 개혁의 매개 변수를 정의하기 위해 모든 파트너와 협력할 것이다.
안보리 개혁은 최고 수준의 회원국들의 정치적 약속을 요구한다. 우리는 효과적인 개혁을 달성하기 위해 앞으로 몇 달 동안 이 방향으로 일할 것이다.— Part of a joint UK-France Summit Declaration—27 March 2008

### 미국
미국 국무부의 공식 성명은 아래와 같다.
미국은 유엔 개혁의 전반적인 의제의 하나로 유엔 안전 보장 이사회 개혁과 확대에 개방적이다. 우리는 경제 규모, 인구, 군사력, 민주주의와 인권에 대한 헌신, 유엔에 대한 재정적 기여, 유엔 평화 유지에 대한 기여, 대테러 및 비확산에 대한 기록 등과 같은 요소를 기반으로 잠재적 회원국이 최고의 자격을 갖추어야 하는 기준 기반 접근 방식을 지지한다. 물론 우리는 이사회의 전반적인 지리적 균형을 살펴봐야 하지만, 효율성은 모든 개혁의 기준으로 남아 있다.— Bureau of Public Affairs, 20 June 2005

버락 오바마 미국 대통령이 인도 의회 합동 회의 연설에서 공식 성명을 발표한 내용에 따르면 다음과 같다.
우리는 유엔 평화유지군 참가국으로서 인도의 오랜 역사에 경의를 표한다. 그리고 우리는 인도가 유엔 안전 보장 이사회에 참여할 준비를 하고 있는 것을 환영한다. 미국과 인도는 두 개의 글로벌 리더로서 세계 안보를 위해 협력할 수 있다. 특히 인도가 향후 2년간 안보리에서 활동할 때 그렇다. 실제로 미국이 추구하는 공정하고 지속 가능한 국제 질서에는 효율적이고 효과적이며 신뢰할 수 있으며 합법적인 유엔이 포함된다. 그렇기 때문에 저는 앞으로 몇 년 동안 인도를 상임이사국으로 포함하는 개혁적인 유엔 안전 보장 이사회를 기대한다고 말씀드릴 수 있다. 유엔은 평화와 안보를 보존하고, 세계적인 협력을 증진하며, 인권을 증진하는 건국 이념을 달성하기 위해 존재한다. 이것들은 모든 국가들의 책임이지만, 특히 21세기를 주도하고자 하는 국가들의 책임이다. 따라서 우리는 인도 및 안보리 회원국이 되기를 열망하는 다른 국가들과 협력하여 안보리가 효과적이고, 결의안이 이행되고, 제재가 시행되며, 모든 국가와 모든 개인의 권리와 책임을 인정하는 국제 규범을 강화하기를 기대한다.— Barack Obama, 9 November 2010

2022년 UN 주재 대사인 Linda Thomas-Greenfield는 미국이 UNSC 개혁을 추진하여 "현재의 글로벌 현실을 더 잘 반영하고 지리적으로 더 다양한 관점을 통합"할 것이라고 약속했다.

## 추가 문헌
- Banerjee, Ajit M.; Sharma, Murari R. (2007). 《Reinventing the United Nations》. Prentice-Hall of India Pvt. Ltd. ISBN 978-8120332829.
- Bardo Fassbender, UN Security Council Reform and the Right of Veto: A Constitutional Perspective, Kluwer Law International, The Hague / London / Boston, 1998. ISBN 90-411-0592-1ISBN 90-411-0592-1.
- Bardo Fassbender, 'Pressure for Security Council Reform', in: David M. Malone (ed.), The UN Security Council: From the Cold War to the 21st Century, Lynne Rienner Publishers, Boulder, Colorado, and London, 2004, pp. 341–355.
- Bardo Fassbender, 'The Security Council: Progress is Possible but Unlikely', in: Antonio Cassese (ed.), Realizing Utopia: The Future of International Law, Oxford University Press, 2012, pp. 52–60.
- Drifte, R. (1999). 《Japan's Quest for a Permanent Security-Council Seat: A Matter of Pride or Justice?》. Palgrave Macmillan. ISBN 978-0333699386.
- Hans Köchler, The Voting Procedure in the United Nations Security Council, 1991, ISBN 3-900704-10-4
- Hans Köchler, The United Nations and International Democracy. The Quest for UN Reform, 1997, ISBN 3-900704-16-3
- Hassler, Sabine (2012). 《Reforming the UN Security Council Membership: The illusion of representativeness》. Routledge. ISBN 978-0415505901.
- McDonald, Kara C.; Patrick, Stewart M.: UN Security Council Enlargement and U.S. Interests 보관됨 2017-05-09 - 웨이백 머신, Council on Foreign Relations, 2010.
- Malone, D & Mahbubani, K: "The UN Security Council – from the Cold War to the 21st Century", UN World Chronicle, 30 March 2004.
- Nadin, Peter (2016). 《UN Security Council Reform (Global Institutions)》. Routledge. ISBN 978-1138920224.
- Runjic, Ljubo, Reform of the United Nations Security Council: The Emperor Has No Clothes, Brazilian Journal of International Law, v. 14, n. 2, 2017.

## 외부 자료
- 다양한 개혁 프로젝트(G4, 아프리카 연합, 합의를 위한 연합, 2006) (in French)
- Center for UN Reform — 진행 중인 개혁 프로세스에 대한 문서 및 심층 분석을 제공하는 독립적인 정책 연구 기관

1. ↑  Also see letter from the Chairman 보관됨 19 12월 2009 - 웨이백 머신, Zahir Tanin, of the intergovernmental negotiations on the question of equitable representation and increase in the membership of the Security Council and other matters related to the Council
2. ↑  “Can the UN Charter be amended, and how many times has this occurred?”. 《ask.un.org/》. 2023년 4월 3일에 원본 문서에서 보존된 문서. 2022년 3월 17일에 확인함.
3. ↑  "Security Council Reform". Global Policy Forum. Retrieved 21 May 2013.
4. ↑  “Frequently Asked Questions about the United Nations Security Council”.
5. ↑  “UNSC Article 108”.
6. ↑  “English General Assembly Resolutions Resolutions of previous sessions 1965”. United Nations.
7. 1 2  Weiss, Thomas G. The Illusion of UN Security Council Reform, Washington Quarterly, Autumn 2003
8. ↑  Laskar, Rejaul Karim (2004년 6월 26일). “Amending the UN Charter”. 《Mainstream》 42 (27): 26.
9. ↑  Microsoft Word – FINAL C.rtf 보관됨 24 1월 2009 - 웨이백 머신. (PDF). Retrieved 13 November 2010.
10. ↑  “China ready to support Indian bid for UNSC”. 《www.thehindu.com》. 2011년 7월 18일에 원본 문서에서 보존된 문서. 2011년 7월 18일에 확인함.
11. ↑  “China, Russia support India's UNSC bid”. 《www.deccanherald.com》. 2011년 4월 14일. 2011년 7월 18일에 확인함.
12. ↑  “\ Tracking Developments -> Ensuring Transparency and Accountability”. Reformtheun.org. 2015년 4월 3일에 원본 문서에서 보존된 문서. 2008년 6월 26일에 확인함.
13. ↑  “\ Tracking Developments -> Ensuring Transparency and Accountability”. Reformtheun.org. 2013년 4월 15일에 원본 문서에서 보존된 문서.
14. ↑  “\ Task Force Suggests "Timeline" Solution for Security Council Reform, States Remain Divided”. Reformtheun.org. 2015년 4월 3일에 원본 문서에서 보존된 문서.
15. ↑  “Archive: 3 reforms the UN needs as it turns 70”. World Economic Forum. 2016년 11월 1일에 원본 문서에서 보존된 문서. 2016년 11월 1일에 확인함.
16. ↑  “Business & Financial News, U.S & International Breaking News | Reuters”. 《Reuters》. 2005년 6월 28일에 원본 문서에서 보존된 문서. 2005년 11월 22일에 확인함.
17. ↑  Karen A. Mingst and Margaret P. Karns, The United Nations in the 21st Century (United States: Westview Press, 2012),51.
18. ↑  SG statement to GA, 21 March 2005 보관됨 19 11월 2005 - 웨이백 머신. United Nations. (21 March 2005). Retrieved 13 November 2010.
19. ↑  UN-NGLS Millennium Development Goals – MDG summit +5. United Nations-ngls.org (31 May 2005). Retrieved 13 November 2010.
20. ↑  'Uniting For Consensus' Group Of States Introduces Text On Security Council Reform To General Assembly. United Nations. (26 July 2005). Retrieved 13 November 2010.
21. ↑  “Riforma ONU: Frattini, il Consiglio di Sicurezza sia più rappresentativo” (이탈리아어). Italian Minister of Foreign Affairs. 2011년 5월 16일. 2021년 1월 22일에 원본 문서에서 보존된 문서. 2011년 11월 3일에 확인함.
22. ↑  Nigro, Vincenzo (2011년 5월 15일). “Consiglio di sicurezza Onu: Roma con 120 voti sfida Berlino”. 《La Repubblica》 (이탈리아어). 2011년 11월 3일에 확인함.
23. ↑  “Archive: UNSC Reform is Too Long Overdue: Ban Ki-Moon”. 《Outlook》. 2016년 11월 1일에 원본 문서에서 보존된 문서. 2016년 11월 1일에 확인함.
24. 1 2 3  de Nesnera, Andre (2006년 11월 1일). “UN Security Council Reform May Shadow Annan's Legacy”. Voice of America. 2006년 11월 2일에 원본 문서에서 보존된 문서.
25. ↑   보관됨 15 5월 2007 - 웨이백 머신
26. ↑  “India Offers To Temporarily Forgo Veto Power If Granted Permanent UNSC Seat”. 《HuffPost》. 2017년 3월 8일에 원본 문서에서 보존된 문서. 2017년 3월 9일에 확인함.
27. ↑  “Country Comparison :: Population — The World Factbook - Central Intelligence Agency”. 《cia.gov》. 2018년 12월 18일에 원본 문서에서 보존된 문서. 2020년 8월 10일에 확인함.
28. ↑  “GDP (current US$) | Data”. World Bank. 2020년 8월 10일에 확인함.
29. ↑  "Brazil and the United Nations" 보관됨 27 9월 2007 - 웨이백 머신 Ministry of Foreign Relations of Brazil. Retrieved 28 June 2009.
30. ↑  "Regular Budget Payments of Largest Payers: 2007" Global Policy Forum. Retrieved 28 June 2009.
31. ↑  “Commentary: Brazil Seeking Security”. The National Interest. 2010년 7월 7일. 2011년 1월 20일에 원본 문서에서 보존된 문서. 2023년 4월 3일에 확인함.
32. ↑  "Powell: Brazil Not Developing Nukes" 보관됨 11 7월 2011 - 웨이백 머신 Fox News Channel. Retrieved 28 June 2009.
33. ↑  “Global Brazil and U.S.-Brazil Relations”.
34. ↑  "France and Brazil" 보관됨 10 1월 2008 - 웨이백 머신, Ministry of Foreign Affairs of France. Retrieved 28 June 2009.
35. ↑  "Putin in Brazil" 보관됨 24 7월 2009 - 웨이백 머신, Brazzil. Retrieved 28 June 2009.
36. ↑  "UK backs Brazil as permanent Security Council member", 10 Downing Street., 27 March 2009. Retrieved 28 June 2009.
37. ↑  “BRICS divulga "Declaração de Brasília"”. 《G1》. 2019년 11월 14일.
38. ↑  "G4 Nations Bid for Permanent Security Council Seat", Global Policy Forum. Retrieved 28 June 2009.
39. ↑  "Brazil Gets Australia's Backing for UN Security Council Seat" 보관됨 15 10월 2008 - 웨이백 머신, Brazzil. Retrieved 18 January 2009.
40. ↑  "Presidente do Chile pede ingresso do Brasil no Conselho de Segurança da ONU" 보관됨 23 7월 2011 - 웨이백 머신, Sul21. Retrieved 4 April 2011
41. ↑  "PGMA, Brazilian President Lula agree to further strengthen RP-Brazil relations"[깨진 링크(과거 내용 찾기)], Republic of the Philippines. Retrieved 28 June 2009.
42. ↑  "Slovenia backs Brazil as permanent member of UNSC", People's Daily. Retrieved 18 January 2009.
43. ↑  “Chirac pushes two-speed Europe”. 《BBC News》. 2000년 6월 27일.
44. ↑  Ikehata, Setsuho; Yu-Jose, Lydia, 편집. (2003). 《Philippines-Japan Relations》. Ateneo De Manila University Press. 588쪽. ISBN 971-550-436-1.
45. ↑  "German Hopes for U.N. Security Council Seat Dampened", Deutsche Welle, 20 August 2004. Retrieved 14 May 2006.
46. ↑  Odhiambo, Allan (2011년 7월 13일). “Germany shops for U.N. seat, business in Africa visit”. 《Business Daily》. 2011년 7월 25일에 확인함.
47. ↑  “UK supports Germany's UN Security Council ambitions”. 《DW》. 2021년 6월 30일.
48. ↑  “For UN to stay legitimate, we need a Council seat, German envoy says”. 《Reuters》. 2021년 6월 30일.
49. ↑  UN says peacekeepers overstretched – Americas. Al Jazeera English (27 January 2009). Retrieved 13 November 2010.
50. 1 2  Lynch, Colum (2011년 6월 14일). “India threatens to pull plug on peacekeeping”. 《Foreign Policy》. 2013년 5월 23일에 원본 문서에서 보존된 문서. 2013년 10월 20일에 확인함.
51. ↑  “General Assembly 65th Session, 28th Plenary Meeting”. 2010년 10월 12일. A/65/PV.28. 2011년 7월 28일에 확인함.
52. ↑  India wins UNSC seat with highest votes in 5 yrs. Zee News (13 October 2010). Retrieved 13 June 2011.
53. ↑  “World Economic Outlook Database, October 2019”. 《IMF.org》. International Monetary Fund. 2019년 10월 15일. 2019년 9월 3일에 확인함.
54. ↑  “U.K., France back UNSC permanent seat for India”. 《The Hindu》. Press Trust of India. 2016년 12월 2일. 2018년 1월 6일에 확인함.
55. ↑  “Latest India News”.
56. ↑  “Putin backs India's UN seat bid”. 《BBC News》. 2004년 12월 4일. 2010년 5월 22일에 확인함.
57. ↑  "UNSC without India unrealistic: Brown. The Economic Times.
58. ↑  "Countering China, Obama Backs India for U.N. Council". The New York Times. 8 November 2010.
59. ↑  Bhattacharya, A. K. (2011년 4월 15일). “China and Russia officially endorse India's place in UN Security Council”. 《Business Standard》.
60. ↑  “China backs India's aspiration for greater role in UN”. 《Daily News and Analysis》. 2011년 4월 14일.
61. ↑  Krishnan, Ananth (2011년 7월 16일). “China ready to support Indian bid for UNSC”. 《The Hindu》 (Chennai, India).
62. ↑  “Afghanistan supports India's UNSC bid”. 《Business Standard》. 2017년 9월 11일.
63. ↑  “India's MoS for External Affairs V. Muraleedharan to visit Algeria from Sep 15-17”. 《Sarkaritel.com》 (미국 영어). 2022년 3월 28일에 확인함.
64. ↑  “Armenia supports India's UNSC bid”. News.outlookindia.com. 2012년 6월 14일에 원본 문서에서 보존된 문서.
65. ↑  “UNSC seat: Australia supports India”. Zeenews.india.com. 2011년 12월 8일.
66. ↑  “India-Austria Bilateral Relations” (PDF).
67. ↑  India, Bahrain to back each other for UN seat
68. ↑  NK. “Top News Stories @ newkerala.com, updated daily with latest Top News Stories news”.
69. ↑  “Denying India veto at UNSC is an insult: Belarus”. 《Hindustan Times》. 2007년 4월 15일. 2013년 6월 16일에 원본 문서에서 보존된 문서.
70. ↑  “Belgium supports India's bid for permanent seat in UNSC”. 《The Times of India》. 2010년 3월 22일. 2013년 5월 4일에 원본 문서에서 보존된 문서.
71. ↑   보관됨 25 9월 2011 - 웨이백 머신
72. ↑  “India, Benin sign five agreements – Thaindian News”. Thaindian.com. 2009년 3월 4일. 2013년 9월 12일에 원본 문서에서 보존된 문서. 2023년 4월 3일에 확인함.
73. ↑  “India-Barbados Bilateral Relations” (PDF).
74. ↑  The Standard, Business. “Bhutan PM says India deserves permanent seat in UN Security Council”. 《Business Standard India》.
75. ↑  “Embajada De La India – Peru – Bolivia”. Indembassy.org.pe. 2012년 7월 16일. 2012년 4월 26일에 원본 문서에서 보존된 문서.
76. ↑  “National Portal of India”. India.gov.in. 2015년 4월 3일에 원본 문서에서 보존된 문서. 2023년 4월 3일에 확인함.
77. ↑  “Joint Declaration by India and Bulgaria on the visit of Prime Minister of Bulgaria”. 《mea.gov.in》.
78. ↑  “Joint Statement on the State Visit of President of Burundi to India”. 《mea.gov.in》. 2022년 3월 28일에 확인함.
79. ↑  “Cambodia supports India's bid for UN Security Council seat”. 《The Nation》. Thailand. 2017년 5월 7일에 원본 문서에서 보존된 문서. 2018년 9월 11일에 확인함.
80. ↑  "Chile supports India as permanent member of UN Security Council". En.mercopress.com. Retrieved 13 November 2010.
81. ↑  “India-Comoros Relations” (PDF). 《mea.gov》. June 2013.
82. ↑  Parsai, Gargi (2010년 6월 11일). “Croatia supports India's bid for permanent membership in UNSC”. 《The Hindu》.
83. ↑  “.:: Embassy of India ::”. 2009년 3월 23일에 원본 문서에서 보존된 문서. 2011년 7월 18일에 확인함.
84. ↑  Subrahmaniam, Vidya (2009년 11월 1일). “Cyprus backs India on Security Council seat”. 《The Hindu》.
85. ↑  Parsai, Gargi (2010년 6월 7일). “Czech Republic to support India's bid for UN seat”. 《The Hindu》.
86. 1 2 3 4 5 6 7 8  “Sorry for the inconvenience.”. 《mea.gov.in》.
87. ↑  “Dominican Republic to support India to be a global player”. 《The Hindu》 (Chennai, India). 2011년 2월 2일. 2011년 2월 6일에 원본 문서에서 보존된 문서.
88. ↑  “Brief on India-Ecuador Relations - Ministry of External Affairs” (PDF).
89. ↑  “Hungary, Eritrea back India's bid for permanent UNSC seat”. 《The Economic Times》. 2022년 3월 28일에 확인함.
90. ↑  “India-Estonia relations”. Ministry of External Affairs. 2006년 1월 12일에 원본 문서에서 보존된 문서. 2016년 9월 9일에 확인함.
91. ↑  “India, Ethiopia sign five pacts – Monsters and Critics”. News.monstersandcritics.com. 2007년 7월 5일. 2013년 10월 16일에 원본 문서에서 보존된 문서.
92. ↑  “Fiji To Support India's Bid For UN Security Council - July 31, 2015”. 2016년 9월 17일에 원본 문서에서 보존된 문서. 2016년 9월 9일에 확인함.
93. ↑  “Finland backs India on Security Council seat”. 《The Hindu》. 2003년 9월 21일. 2003년 10월 11일에 원본 문서에서 보존된 문서.
94. 1 2  “Morocco supports India's candidature to UNSC”. 《Hindustan Times》. 2010년 4월 13일. 2013년 6월 16일에 원본 문서에서 보존된 문서.
95. ↑  “Greece keen to deepen ties with India, supports UNSC bid”. 2017년 11월 27일.
96. ↑  “Office of the President of Guyana”. Op.gov.gy. 2010년 11월 25일에 원본 문서에서 보존된 문서.
97. ↑  “Hungary supports India's claim for Security Council seat”. 《The Hindu》. 2008년 1월 15일.
98. ↑  “Iceland supports India's candidature for permanent UN Security Council seat”. 《Rediff.com》. 2000년 10월 31일.
99. ↑  “Iranian President supports India's aspiration for a permanent seat in UNSC | India News - Times of India”. 《The Times of India》 (영어). 2018년 2월 17일. 2022년 3월 28일에 확인함.
100. ↑  “Israel backs India in expanded UNSC”. 《Hindustan Times》. 2006년 2월 1일. 2013년 6월 16일에 원본 문서에서 보존된 문서.
101. ↑  “Jordan supports India's bid for permanent membership in UNSC | News - Times of India Videos”. 《The Times of India》 (영어). 2022년 3월 28일에 확인함.
102. ↑  “Laos supports India's claim for Security Council seat”. News.oneindia.in. 2007년 11월 19일. 2013년 5월 24일에 원본 문서에서 보존된 문서. 2023년 4월 3일에 확인함.
103. ↑  ANI (2019년 8월 22일). “Naidu returns from Baltic countries; earn their support for India's claim for UNSC seat”. 《Business Standard India》. 2022년 3월 28일에 확인함.
104. ↑  “Archived copy” (PDF). 2015년 4월 3일에 원본 문서 (PDF)에서 보존된 문서. 2012년 4월 10일에 확인함.
105. ↑  “India Liberia Joint Statement on the visit of Dr. Shashi Taroor, Minister of State for External Affairs to Liberia (16-19 September 09)”. 2010년 11월 23일에 원본 문서에서 보존된 문서. 2012년 12월 13일에 확인함.
106. ↑  “Libya backs India for UNSC seat”.
107. 1 2  “Archive News”. 《The Hindu》.
108. ↑  “India-Luxembourg Relations” (PDF). 《mea.gov》. 2015년 8월 6일.
109. ↑  “Kazakhstan back India's candidacy for UNSC”. 《Hindustan Times》. 2005년 5월 9일. 2013년 6월 16일에 원본 문서에서 보존된 문서.
110. 1 2 3 4 5 6 7  “India's Strategic Expansion in the Pacific Islands”. 《thediplomat.com》 (미국 영어). 2022년 3월 28일에 확인함.
111. ↑  “India‐Madagascar Unclassified brief” (PDF).
112. ↑  “Brief on India-Malawi bilateral relations” (PDF). Ministry of External Affairs. 2013년 10월 16일에 원본 문서 (PDF)에서 보존된 문서. 2016년 9월 9일에 확인함.
113. ↑  “Malaysia supports India's UNSC bid”. 《The Indian Express》. 2010년 1월 23일.
114. ↑  “. Maldives official website – Maldives News Bulletin”. Maldivesinfo.gov.mv. 2008년 9월 23일에 원본 문서에서 보존된 문서. 2023년 4월 3일에 확인함.
115. ↑  “Mali: India Loans $100 Million for Power Project”.
116. 1 2 3  “Vice President Naidu returns to India after three-nation tour”. 《Business Standard》. 2018년 9월 21일.
117. ↑  “UNSC seat: Mauritius to back India's bid”. 《The New Indian Express》.
118. ↑  IANS (2018년 8월 14일). “India, Moldova review bilateral ties”. 《Business Standard India》. 2022년 3월 28일에 확인함.
119. ↑  “Mongolia to support India's UNSC bid”. 《The Indian Express》. 2005년 7월 29일. 2020년 3월 12일에 원본 문서에서 보존된 문서. 2011년 11월 22일에 확인함.
120. ↑  “Media Statement by Prime Minister during the visit of President of Mozambique to India (August 5, 2015)”. 《mea.gov.in》.
121. ↑  “Indo-Namibian Relations” (PDF). Ministry of External Affairs. 2012년 3월 13일에 원본 문서 (PDF)에서 보존된 문서. 2016년 9월 9일에 확인함.
122. ↑  “UK, France, Nepal support India as permanent member of UNSC - Firstpost”. 2014년 11월 13일.
123. ↑  “Text of the PM's statement in Joint Press Briefing with PM of Netherlands”. 《pmindia.gov.in》.
124. ↑  “New Zealand assures support for India's UNSC, NSG membership appeal - Firstpost”. 2016년 10월 26일.
125. ↑  “Nicaragua wants India to join in mega canal project”. 《The Hindu》. 2013년 8월 24일.
126. ↑  “Norway supports India's claim for UNSC seat”. 《The Times of India》. 2006년 11월 3일. 2013년 6월 16일에 원본 문서에서 보존된 문서.
127. ↑  “Oman hails UNSC seat for India”. 《The Hindu》. 2010년 10월 20일.
128. ↑  “Palestine backs India's bid for UNSC”. 《The Hindu》 (영어). Special Correspondent. 2015년 5월 5일. ISSN 0971-751X. 2022년 3월 28일에 확인함.
129. ↑  “Latin America: Visit to help improve bilateral trade with Latin America: Venkaiah Naidu | India News - Times of India”. 《The Times of India》 (영어). 2018년 5월 14일. 2022년 3월 28일에 확인함.
130. ↑  “Untitled Page”. 《pib.gov.in》.
131. ↑  “Paraguay is an important partner of India in the Latin American and Caribbean region: Vice President”. 《pib.gov.in》. 2022년 3월 28일에 확인함.
132. ↑  “Embajada De La India – Peru – Bolivia”. Indembassy.org.pe. 2012년 4월 26일에 원본 문서에서 보존된 문서.
133. ↑  “Poland supports India UN Security Council bid”. Thenews.pl.
134. ↑  “Portugal among first to support India's claim for UNSC seat”. Navhindtimes.in. 2010년 11월 15일. 2012년 6월 12일에 원본 문서에서 보존된 문서.
135. ↑  “Rwanda Backs India for Permanent UNSC Seat”. news.outlookindia.com. 2013년 6월 2일에 원본 문서에서 보존된 문서.
136. ↑  “India-Sao Tome & Principe Relations - Ministry of External Affairs” (PDF).
137. ↑  “Natwar to visit Senegal in March”. 《The Financial Express》. 2005년 1월 26일.
138. ↑  “Media Statement by Prime Minister and President of Seychelles during the visit of President of Seychelles to India (August 26, 2015)”. 《mea.gov.in》.
139. ↑  “Singapore PM backs India's bid for permanent UNSC seat”. 《Deccan Herald》. 2011년 11월 20일.
140. ↑  “Vice President returns after a two-nation tour to Africa”. 《pib.gov.in》. 2022년 3월 28일에 확인함.
141. ↑  Mallawaarachchi, Amali. “India will be supported for UNSC permanent seat - Prime Minister”. 《Daily News》.
142. ↑  “India, Slovenia sign seven MoUs”. 《ANI News》 (영어). 2022년 3월 28일에 확인함.
143. ↑  “Sudan supports India's case for permanent UNSC seat”. 《News18》 (영어). 2012년 3월 27일. 2022년 3월 28일에 확인함.
144. ↑  “Kabinet van de President – Kabinet van de President”. Kabinet.sr.org. 2009년 3월 19일에 원본 문서에서 보존된 문서.
145. ↑  “Swaziland sympathetic to India's bid for UN seat”. 《Thaindian News》. 2010년 5월 15일. 2019년 1월 25일에 원본 문서에서 보존된 문서. 2023년 4월 3일에 확인함.
146. ↑  “Sweden Supports India's Bid for a Permanent Seat at the UN Security Council”. 2015년 6월 2일.
147. ↑  “Syria” (PDF). Ministry of External Affairs. 2012년 3월 13일에 원본 문서 (PDF)에서 보존된 문서. 2016년 9월 9일에 확인함.
148. ↑  “Tajikistan back India's candidacy for UNSC”. 《Hindustan Times》. 2005년 5월 9일. 2013년 6월 16일에 원본 문서에서 보존된 문서.
149. ↑  "Tanzania supports India as permanent member of UN Security Council" 보관됨 19 2월 2014 - 웨이백 머신. Agence France-Presse. Retrieved 27 May 2011.
150. ↑  “India, Thailand sign six 6 key accords, talk of strategic partnership”. 《The Economic Times》. 2022년 3월 28일에 확인함.
151. ↑  “India extends $500,000 assistance to Gambia for skill development, cottage industry projects”. 《The Economic Times》. 2022년 3월 28일에 확인함.
152. ↑  “India – Timor Leste Relations - Ministry of External Affairs” (PDF).
153. ↑  “Trinidad PM to be honoured at Pravasi Bharati Divas”. 《The Times of India》. 2012년 1월 5일. 2016년 9월 9일에 원본 문서에서 보존된 문서. 2023년 4월 3일에 확인함.
154. ↑  “Turkey supports India's UNSC bid”. 《The Hindu》. 2017년 5월 2일.
155. ↑  “Joint Statement on the occasion of the State Visit to India of His Excellency Mr. Gurbanguly Berdimuhamedov, President of Turkmenistan”.
156. ↑  “Sorry for the inconvenience.”. 《mea.gov.in》.
157. ↑  “Joint Statement issued during the State Visit of President of Ukraine on 'Forging a Comprehensive Partnership between India and Ukraine'”. Mea.gov.in.
158. ↑  “UNSC permanent seat is India's right : UAE”. 《The Hindu》. Press Trust of India. 2010년 11월 23일.
159. ↑  “India's bid for permanent UNSC seat gets stronger”. 《Rediff》.
160. ↑  “Uzbekistan supports India's bid for permanent UNSC seat”. Yahoo! News. 2011년 5월 18일.
161. ↑  “Vietnam supports India's UNSC membership bid - Vietnam supports India's UNSC membership bid - VOVNEWS.VN”. 2012년 7월 8일에 원본 문서에서 보존된 문서.
162. ↑  “India - Yemen Relations” (PDF).
163. ↑  “High Commission of India, Lusaka”. Hcizambia.com. 2013년 6월 2일에 원본 문서에서 보존된 문서.
164. ↑  “In India, Mugabe lashes out at United Nations”. 《Deccan Chronicle》. 2015년 10월 30일.
165. ↑  “African Union backs India's UNSC bid”. 《The Indian Express》. 2007년 7월 7일.
166. ↑  “Japan to sink to third-largest contributor to U.N. as China rises”. 《The Japan Times》 (미국 영어). 2018년 12월 23일. 2020년 12월 15일에 확인함.
167. ↑  Krishnan, Ananth (2011년 7월 16일). “'China ready to support Indian bid for UNSC'”. 《The Hindu》 (Chennai).
168. ↑  “Breaking International News & Views”. 《Reuters》. 2005년 11월 22일에 확인함.
169. ↑  Koizumi: No Shift in Article 9. Globalpolicy.org (25 August 2004). Retrieved 13 November 2010.
170. ↑  “Biden backs Japan joining 'reformed' UN Security Council, Japanese PM says”. 《The Hill》. 2022년 5월 23일. 2022년 5월 23일에 원본 문서에서 보존된 문서.
171. ↑  “Philippines to support Japan's Security Council membership bid”. 《Manila Standard》. 1994년 1월 14일. 2015년 1월 12일에 확인함.
172. ↑  《J-CAST News》 (일본어). 2015년 10월 5일 http://www.j-cast.com/2015/10/05246970.html. 2016년 7월 25일에 확인함. |제목=이(가) 없거나 비었음 (도움말)
173. ↑  “UK backs Japan for UNSC bid”. 《Central chronicle》. 2007년 1월 11일. 2007년 2월 21일에 원본 문서에서 보존된 문서.
174. ↑  However, much opposition come from its East Asian neighbors due to Japan's reluctance to accept its militant past. Countries such as South Korea and China oppose Japan's bid into the Security Council.Japan increases aid to Pacific Is. 보관됨 2006-07-07 - 웨이백 머신 Matangi Tonga Online
175. ↑  Japan increases aid to Pacific Is. 보관됨 2006-07-07 - 웨이백 머신 Matangi Tonga Online
176. ↑  Chaudhury, Dipanjan Roy. “China uses its power to block India's move to brand Masood Azhar as a terrorist in UN”. 《The Economic Times》.
177. ↑  Schlichtmann, Klaus. “1950–How the opportunity for transitioning to U.N. Collective was missed for the first time”. 《Global Nonkilling Working Papers #11 (14 April 2016)》.
178. ↑  étrangères, Ministère de l'Europe et des Affaires. “Why France wishes to regulate use of the veto in the United Nations Security Council”. 《France Diplomacy - Ministry for Europe and Foreign Affairs》 (영어). 2020년 12월 3일에 확인함.
179. ↑  “Statement by H.E. Luiz Inácio Lula da Silva, President of Brazil”. United Nations. 2008년 9월 23일. 2009년 1월 15일에 원본 문서에서 보존된 문서.
180. ↑  “Índia e Brasil confirmam interesse em ampliar Conselho de Segurança da ONU”. 《Correio Brasiliense》. 2019년 1월 25일.
181. ↑  “India's position on UN Reform Process”. United Nations. 2008년 2월 18일에 원본 문서에서 보존된 문서.
182. ↑  “Prime Minister of India's Address at the 59th Session of United Nations General Assembly, New York” (PDF). 2014년 7월 4일에 원본 문서 (PDF)에서 보존된 문서.
183. ↑  “Prime Minister of India's Address at the 69th Session of United Nations General Assembly, New York”. 《Business Standard India》. 2014년 9월 27일.
184. 1 2  “India's position on UN Reform”.
185. ↑  “How long will India be kept out of decision-making structures of UN, asks Modi”. 《mint》. 2020년 9월 26일.
186. ↑  “India Reiterates Call For UNSC Reform, Stresses 'Narrow Representation' & 'Privileges' Given To Few”. 2021년 5월 7일.
187. ↑  “Statement by Foreign Minister Motegi at the High-level Meeting to Commemorate the Seventy-fifth Anniversary of the United Nations”. Ministry of Foreign Affairs. 2020년 9월 22일. 2020년 9월 24일에 확인함.
188. ↑  “Lithuania”. United Nations.
189. ↑  “In full: Mahathir's speech at the United Nations General Assembly”. Channel NewsAsia. 2018년 9월 29일. 2018년 9월 28일에 원본 문서에서 보존된 문서. 2018년 11월 5일에 확인함.
190. ↑  “European leaders press for 'long overdue' UN reform to match changing world”. United Nations. 2010년 9월 25일.
191. ↑  “Statement by Dmitry A. Medvedev, President of the Russian Federation at the 64th Session of the UN General Assembly” (PDF).
192. ↑  “Foreign Minister Sergey Lavrov's remarks and answers to questions at a plenary session of the Raisina Dialogue international conference, New Delhi, January 15, 2020”.
193. ↑   (보도 자료). Asian News international. |제목=이(가) 없거나 비었음 (도움말)
194. ↑  “Turkey president remarks on UNSC reform”. 《Daily Sabah》. 2020년 9월 22일.
195. ↑  “Joint UK-France Summit Declaration”. British Prime Minister's Office. 2008년 3월 27일. 2008년 9월 9일에 원본 문서에서 보존된 문서. 2008년 12월 15일에 확인함.
196. ↑  “U.S. Priorities for a Stronger, More Effective United Nations”. U.S. Department of State. 2005년 6월 20일.
197. ↑  " Barack Obama in an address to a Joint Session of the Parliament of India", Lok Sabha, India, 9 November 2010
198. ↑  Nichols, Michelle (2022년 9월 8일). “Biden to host food security summit at U.N. later in September”. 《Reuters》 (영어). 2022년 9월 8일에 확인함.